# Sceloporus adleri
Sceloporus adleri este o specie de șopârle din genul Sceloporus, familia Phrynosomatidae, descrisă de Worthington George Smith și Savitzky 1974. A fost clasificată de IUCN ca specie cu risc scăzut. Conform Catalogue of Life specia Sceloporus adleri nu are subspecii cunoscute.